# Margaret A. Dix
Margaret Ann Dix (Jersey, Islas del Canal; 19 de mayo de 1939-2 de junio de 2025) fue una botánica, profesora, ecóloga, y orquideóloga guatemalteca. Fue especialista en orquídeas e investigadora en la Universidad del Valle de Guatemala.

## Biografía
En 1962 obtuvo su B.Sc. en la Universidad de Londres, con honores de primera clase en zoología, especialización en limnología. Luego, en 1964, su M.Sc. en el "Mount Holyoke College" en Zoología. Y finalmente en 1968, su doctorado en biología, con énfasis en entomología, ecología y comportamiento animal, en Harvard University.
Por 30 años ha sido catedrática e investigadora en Guatemala. Ha realizado proyectos de investigación sobre ríos y lagos, con el manejo de cuencas, monitoreo de calidad de agua, control biológico de zancudos, taxonomía y ecología de la familia Orchidaceae, en especial del género Lycaste Lindl. de Guatemala.

## Honores
Preseas
- Pin de Oro: Fundación Defensores de la Naturaleza por actividades académicas en favor del ambiente. 1992

Miembro de
- Latin American Teaching, de la Tufts University, 1972-76
- Richmond Fellow, de Harvard University, 1964-1967

Becaria de
- Ira Skillman Stryker. Mount Holyoke College, 1963
- Comisión nombrada por el Congreso de la República para el control y manejo de Hydrilla verticillata, 2002-2004
- Comisión Nacional de Humedales, 2002 al presente
- Consejo Nacional sobre la Diversidad Biológica (CONADIBIO). Representante para las Universidades Privadas, 1997- 2002
- Representante Universidad del Valle, Comisión Interuniversitaria para la Sociobiósfera, 1993‑1996
- Comisión Nacional de Áreas Protegidas (CONAP), representante de las ONG, l990‑1992
- Grupo de Especialistas en Orquídeas, Comisión para la Sobrevivencia de Especies, UICN, l985-presente
- Representante para Guatemala frente a la Comisión Latinoamericana de Orquideología, l988-presente
- Consejo Asesor Científico, Defensores de la Naturaleza
- Junta Directiva. Asociación Guatemalteca de Orquideología, 1980 al 2001

## Algunas publicaciones
- michael w. Dix, Margaret a. Dix. 2007. Integrated approaches to orchid conservation in Guatemala: past, present and future, opportunities and challenges. Lankesteriana 7 (1-2): 266-268

- margaret a. Dix, michael w. Dix. 2006. Diversity, distribution, ecology and economic importance of Guatemalan orchids, pp. 187-198 in E. Cano (ed.) Biodiversidad de Guatemala. Volumen 1. Universidad del Valle

- michael w. Dix, Margaret a. Dix. 2003. Rhynchostele bictoniensis: cambios en abundancia y éxito de polinización entre 1992 y 2002. Lankesteriana 3 (7 ): 98

- r. Wer, margaret a. Dix, l. Pérez, m.r. Álvarez, R. Arrivillaga. 2003. Impacto de Hydrilla verticillata. Fase 1. Datos biológicos e indicadores básicos de ictiofauna en el lago de Izabal. Informe final Proyecto AGROCYT

- margaret a. Dix, michael w. Dix. 2003. Polinización de orquídeas en Guatemala: los polinizadores, el estado natural de sus poblaciones y las implicaciones para las especies polinizadas. Lankesteriana 3 (7 ): 97

- michael w. Dix, margaret a. Dix, m. Maldonado. 2001. Conservation of orchids in Guatemala. Memoria 2º Seminario Mesoamericano de Orquideología y Conservación. p. 17

- m.l. Maldonado, m.a. Dix, m.w. Dix, m. Palmieri, l. Castellanos. 2001. Relaciones genéticas e hibridación natural entre especies de Lycaste, Sección Deciduosae, sub-sección Xanthantae (Orch.) en Guatemala. Memoria Segundo Seminario Mesoamericana de Orquídeología. p. 26.

- margaret a. Dix, k. Herrera, j.f. Pérez, a.c. Bailey, r. Girón, i. de la Roca, k. Pierola. 1999. El impacto del huracán Mitch sobre la integridad ecológica del lago de Izabal y sus afluentes. Mesoamericana 4 (3): 114

### Libros
- margaret a. Dix, michael w. Dix. 2000. Orchids of Guatemala: a revised annotated checklist. Volumen 78 de Monographs in systematic botany. Ed. Missouri Botanical Garden Press. 61 pp. ISBN 0-915279-66-5

- --------------------, ---------------. 1992. Recursos biológicos de Yaxhá-Nakúm-Yaloch. Ed. Universidad del Valle de Guatemala. 54 pp.

- michael w. Dix, margaret a. Dix eds. 1989. Biodiversidad de las áreas protegidas propuestas en El Petén. Universidad del Valle de Guatemala. 426 pp.

- c. Santiso, margaret a. Dix, michael w. Dix, g. Urbina. 1989. Estudios preliminares de la Laguna Yaxhá y áreas circundantes. 35 pp.
- La abreviatura «M.A.Dix» se emplea para indicar a Margaret A. Dix como autoridad en la descripción y clasificación científica de los vegetales.[4]